# Замбезі
Замбе́зі — четверта за довжиною річка Африки. Площа її басейну становить 1570 тис. км², що менше, ніж половина басейну Нілу. Річка довжиною 2574 км починається в Замбії, тече через Анголу і Замбію і уздовж кордонів Намібії, Ботсвани, Замбії і Зімбабве до Мозамбіку, де впадає в Індійський океан. Назва «Замбезі» мовою народу тонга означає «Велика річка».
Найбільш видовищним місцем Замбезі є водоспад Вікторія, один з найвищих водоспадів світу. Також варто згадати водоспади Чавума на кордоні Замбії з Анголою і Нгоньє — поблизу Сіоми в західній Замбії. Лише в п'яти місцях річище Замбезі перетинається мостами: в Чін'їнджи (пішохідний), Катіма-Муліло, Вікторія-Фолз, Чирунду і Тете, а також греблею гідроелектростанції Кариба.
На річці збудовані дві великі гідроелектростанції: Кариба на кордоні Замбії і Зімбабве і Кабора-Басса в Мозамбіку. Також є декілька менших електростанцій на водоспаді Вікторія.
Внаслідок численних водоспадів, мілин, порогів і перекатів річка судноплавна лише на окремих не дуже довгих ділянках своєї течії, і не має великого транспортного значення.

## Фізіографія

### Витік
Замбезі витікає поблизу Калене-Хілл у районі чорних болот на північному заході Замбії, поруч з кордоном ДР Конго, на висоті 1 524 м над рівнем моря. Ділянка біля джерела є національним пам'ятником, природним заповідником та важливою орнітологічною територією. Неподалік від цього місця також бере початок річка Лубуді, яка належить до басейну Конго. Вододіл між ними не дуже добре визначений, але дві річкові системи остаточно не з'єднуються.

### Верхня течія

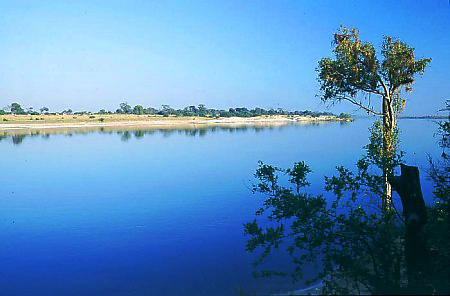
Замбезі на кордоні Замбії з Намібією

Приблизно за 30 км від витоку Замбезі перетинає ангольський кордон. Далі протягом 280 км вона тече територією Анголи, спочатку на південний захід, а потім, за 240 км від витоку, повертає на південь. Тут Замбезі приймає до себе більше десятка приток різного розміру, її ширина збільшується зі 100 до 350 м, і вона знову перетинає кордон, повертаючись до Замбії. Незадовго до кордону починається серія бистрінь та порогів, яка закінчується водоспадом Чавума. Після Чавуми річка вступає в область купинястих піщаних заливних полонин, найбільша з яких — полонина Бароце. Цей регіон заливається під час літніх повеней, які приносять родючі алювіальні ґрунти. На полонинах з Замбезі зливаються великі притоки: Кабомпо зі сходу і більша за неї Лунгвебунго з заходу.
Річище Замбезі після Чавуми стає більш розлогим, і її плин уповільнюється. Якщо протягом перших 350 км від витоку її рівень падає з 1460 м до 1000 м (на 360 м), то далі до самого водоспаду Вікторія він поступово знижується лише на 180 м.
Через 110 км після злиття з Лунгвебунго Замбезі приймає води Луангінги, великої притоки, яка збирає води з широкого басейну на заході. Дещо нижче за течією на березі розташоване містечко Леалуї, одна з двох традиційних столиць народу лозі (бароце), що населяє напівавтономний регіон Замбії відомий як Бароцеленд. Лозі мають дві столиці, з яких друга — Лімулунга — розташована на верховині і не заливається під час повені. Щорічне пересування лозі з Леалуї до Лімулунги перетворюється в мальовниче свято Куомбока, один з найвідоміших замбійських фестивалів.
Після Леалуї Замбезі повертає на південний схід. Зі сходу вона продовжує приймати численні дрібні притоки, але з заходу приток не має аж до злиття з річкою Квандо (яка тут має назву Чобе чи Лін'янті). Задовго до цього на річці знову починається ділянка бистрінь, яка тягнеться від водоспаду Нгоньє (Сіома) до перекатів Катіма-Муліло, після чого протягом 130 км Замбезі утворює кордон між Замбією на півночі і Смугою Капріві (виступ території Намібії) на півдні. Смуга Капріві була утворена наприкінці XIX ст. саме з метою надати Намібії, за тих часів німецькій колонії, доступу до Замбезі. На цьому відрізку річка звивається трав'янистою полониною Сешеке до злиття з Квандо, яка становить південний кордон Смуги Капріві. Після злиття з Квандо річка повертає майже точно на схід, обминає ділянку території Ботсвани на півдні і далі утворює кордон між Замбією і Зімбабве. Тут річка дуже широка і мілка і тече досить повільно, поки біля замбійського міста Марамба (Лівінгстон) не досягає глибокої розколині у земній корі і не зривається туди видовищним водоспадом Вікторія, який вважається кінцем верхньої Замбезі і початком її середньої течії.

### Середня Замбезі

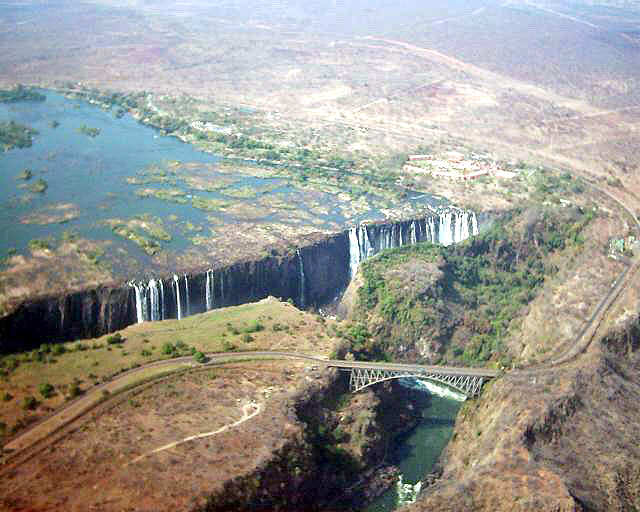
Водоспад Вікторія, кінець верхньої і початок середньої Замбезі

Нижче водоспаду Вікторія річка продовжує прокладати свій шлях на схід, прорізуючи ущелини шириною від 20 до 60 метрів крізь перпендикулярні пасма базальтових пагорбів висотою 200—250 м. За ущелинами починається серія перекатів, яка закінчується за 240 км від Вікторії. Річка на цієї ділянці тече дуже швидко, а її рівень падає на 250 м.
Після цього Замбезі впадає до озера Кариба, яке виникло після будівництва в 1959 році греблі гідроелектростанції Кариба. Кариба є одним з найбільших штучних водойм світу, а електростанція постачає електрикою більшу частину Замбії і Зімбабве.
Після озера Кариба Замбезі протікає через вузьку скелясту ущелину і тече далі переважно на північ і північний схід протягом 65 км, після чого зливається з річкою Кафуе, своєю найбільшою притокою, і повертає на схід. Потім вона проходить ще через одну ущелину, відразу після неї приймає до себе води другої своєї більшої притоки, Луангви, і входить на територію Мозамбіку, що починається відразу за Луангвою. Середня течія Замбезі закінчується в озері Каора-Басса. Це штучне водосховище, що затоплює серію колишніх порогів і бистрінь, також з'явилося внаслідок будівництва греблі гідроелектростанції.

### Нижня Замбезі
Нижня Замбезі протягом 650 км нижче греблі Каора-Басса судноплавна, хоча під час сухого сезону дуже міліє. Обміління річки спричиняється тим, що тут вона тече плоскою полониною і розливається по великій площі. Лише в одному місці, у вужині Лупата, за 320 км від гирла, річка тече між високих пагорбів і має лише 200 м завширшки. Зрештою її річище має ширину 5-8 км і розгалужується на численні протоки. Річкове ложе піщане, а береги низькі і покриті очеретяними заростями. Місцями, особливо під час дощового сезону, протоки з'єднуються в широкий, швидкоплинний і повноводний потік. Біля Віла-Фонтіш Замбезі приймає води останнього зі своїх великих приток, річки Шире, яка витікає з озера Ньяса (Малаві) за 340 км на північ.

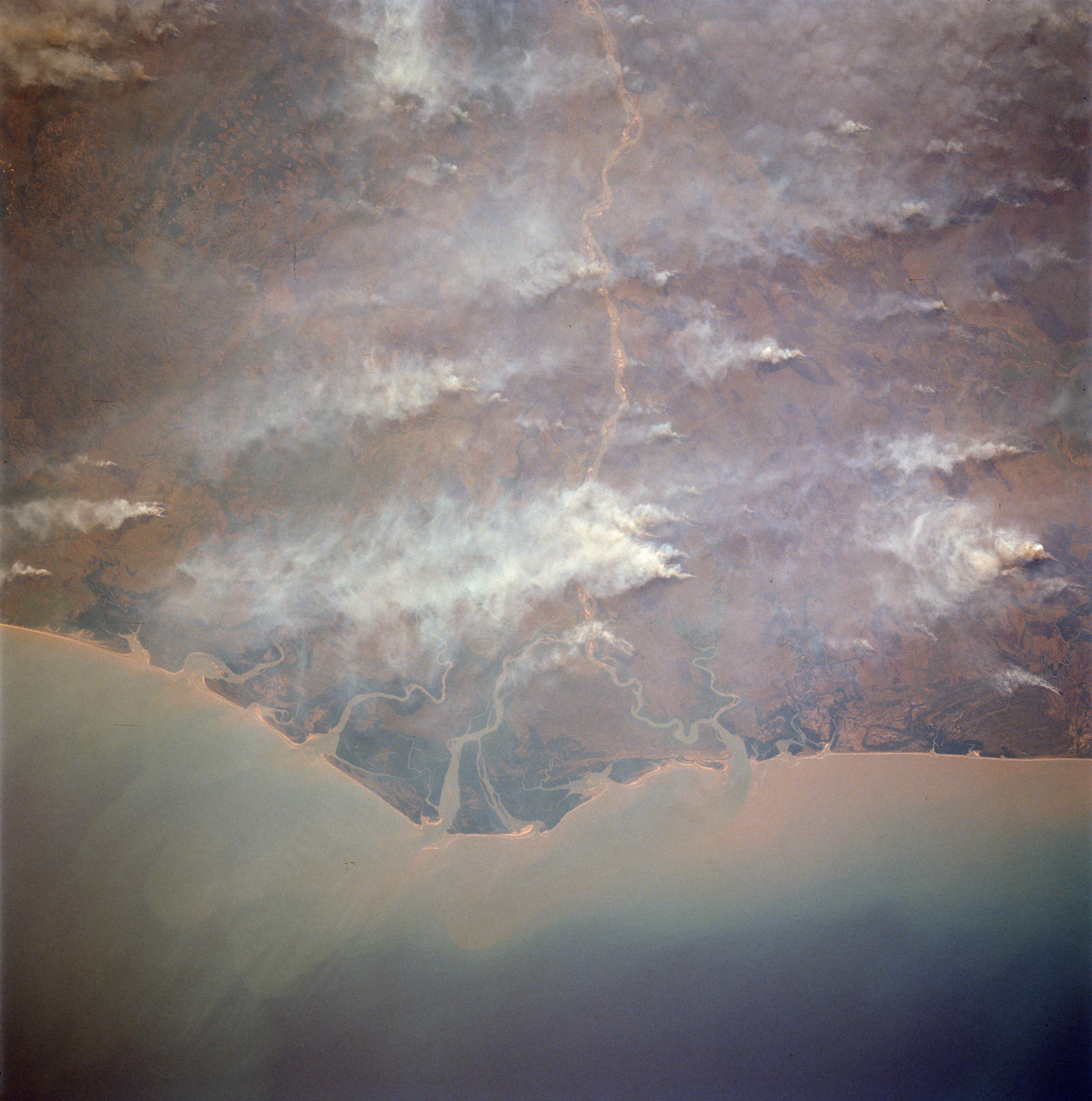
Дельта Замбезі

Наближаючись до Індійського океану, річка розгалужується на численні рукава, створюючи широку і плоску болотисту дельту. Спочатку існує два основних річища, потім кожне з них знову розгалужується, створюючи чотири великих гирла (Міламбе, Конгоне, Луабо і Тімбве), відокремлені від океану піщаними обмілинами. На північ від дельти від основного русла відокремлюється протока Шинде, яка створює ще одне гирло на сході. Ця протока має мінімальну глибину при низькій воді 2 м на вході до гирла і 4 м дещо вище за течією і використовується для навігації. Решта гирл не судноплавна.
На півночі від дельти за 100 км від гирла від основного плину відгалужується річка Келімане, яка тече на схід і впадає в океан біля міста Келімане. Цей замулений рукав сповнюється тільки під час надзвичайно високих повеней і приймає до себе надмір води, який не може пропустити через себе головне річище.
За теперішнього часу дельта Замбезі вдвічі вужче, ніж до будівництва гребель Кариба і Каора-Басса, які почали контролювати стік і згладжувати його сезонні коливання.

### Притоки
Замбезі має численні притоки; деякі з них перелічені в напрямку від витоку до гирла.
Верхня Замбезі:
- Шефумаге — права притока, зливається з Замбезі на території Анголи.
- Макондо — ліва притока, впадає до Замбезі нижче водоспаду Чавума.
- Кабомпо — ліва притока.
- Лунгвебунго — права притока, тече з території Анголи.
- Луї — невелика ліва притока.
- Лумве — невелика ліва притока, зливається з Замбезі нижче водоспаду Нгоньє.
- Нджоко — невелика ліва притока.
- Квандо — права притока, тече з території Анголи, перетинаючи Смугу Капріві; на різних відрізках своєї течії також має назви Чобе і Лін'янті.

Середня Замбезі:
- Каломо — невелика ліва притока, тече з території Замбії.
- Гваї — права притока, тече з території Зімбабве.
- Сенгва — невелика права притока, тече з території Зімбабве, впадає в озеро Кариба.
- Саньянті — права притока, тече з території Зімбабве, впадає в озеро Кариба.
- Кафуе — ліва притока, найбільша притока Замбезі за обсягом стоку, тече з території Замбії, одна з головних річок країни; впадає в Замбезі нижче озера Кариба.
- Луангва — ліва притока, друга притока Замбезі за обсягом стоку.

Нижня Замбезі:
- Мазоє — невелика права притока, тече з території Зімбабве, зливається з Замбезі в Мозамбіку нижче міста Тете.
- Шире — ліва притока, витікає з озера Ньяса, впадає до Замбезі поблизу від верхівки її дельти.

### Гідрологія
Згідно з замірами, зробленими в Марамбі (Лівінгстон), Замбія, максимальний стік на Замбезі спостерігається в березні чи квітні; в жовтні і листопаді стік зменшується до 10 % від максимуму. Середньорічний стік становить 7000 м³ в секунду. Заміри, зроблені на греблі Кариба, підтверджують цей режим. Найвища повінь була зареєстрована в березні 1958 року, коли стік досяг значення понад 15 000 м³ за секунду.

## Клімат
Басейн Замбезі лежить у тропічній зоні. У верхній та середній течії річка протікає високогірним плато, де переважає помірний клімат, а середні температури знаходяться в межах між 13-35 °С. Зимові місяці (квітень-липень) прохолодні та сухі з температурою повітря близько 20 °С. Зі серпня по жовтень температура значно підвищується, особливо в річковій долині. Безпосередньо перед початком сезону дощів (у жовтні) температура досягає максимуму, подеколи перевищуючи 40 °С. Дощовий сезон триває з листопада по квітень із короткочасними потужними зливами з грозами та блискавками — за годину може випасти до 150 мм опадів. Протягом цих місяців верхня Замбезі отримує майже всю річну норму опадів, і саме цим пояснюються таки великі варіації її стоку упродовж року. На рік верхня та середня Замбезі отримує в середньому 550—750 мм опадів. Проте 65 % води упродовж кількох днів випаровується, а річне випаровування води становить 5-10 мм на добу.
У нижній течії Замбезі вплив літніх мусонів підвищує вологість і кількість опадів, а температура значно підвищується внаслідок того, що річка покидає плоскогір'я і вступає до приморської низовини.

## Флора і фауна

### Рослинність
Протягом верхньої та середньої течії Замбезі тече переважно через савану, трав'янисті пустки та рідколісся. Мопанові (Colophospermum mopane) ліси ростуть на алювіальних ґрунтах прирічкових низовин; вони надзвичайно легко загоряються. Трава, там, де вона присутня, звичайно невисока і рідка. На піщаних міжріччях проміж річкових русел ростуть густі ліси дерев — представників роду Baikaiaea; це найважливіший лісовий ресурс Замбії, тому що саме звідси походить родезійський тік (Baikiaea plurijuga) — цінна експортна порода деревини. Надмірна експлуатація цих лісів призводить до їх зникнення, коли ліс поступово перетворюється спочатку на чагарник, а потім — на трав'янисту саванну.
Прибережна рослинність у самої води різко відрізняється від решти річної долини: по берегах ростуть ліси чорного дерева з густим підліском з низьких кущів та папоротників.
Типовою рослинністю нижньої течії Замбезі є густі вічнозелені тропічні ліси, пальмові дерева та ділянки мангрових боліт.

### Тваринний світ
У Замбезі живе декілька сотень видів прісноводних риб, деякі з них ендемічні. Річкову екосистему поділяє навпіл водоспад Вікторія; лише декілька видів риб зустрічається як вище, так і нижче водоспаду, серед них — терапон і лящ. Для верхньої Замбезі характерні щучки та соми, в нижній частині промислове значення мають цихліди, яких ловлять для їжі.
У Замбезі та деяких її притоках зустрічається шестизяброва акула (Hexanchus griseus), яку також іноді називають замбезійською. Звичайно вона населяє морські узбережні води, але відома своєю звичкою заходити далеко вглиб континенту вдовж річок, зокрема Замбезі та її приток. Ця акула відрізняється великою агресивністю, відомі випадки нападу її на людей.

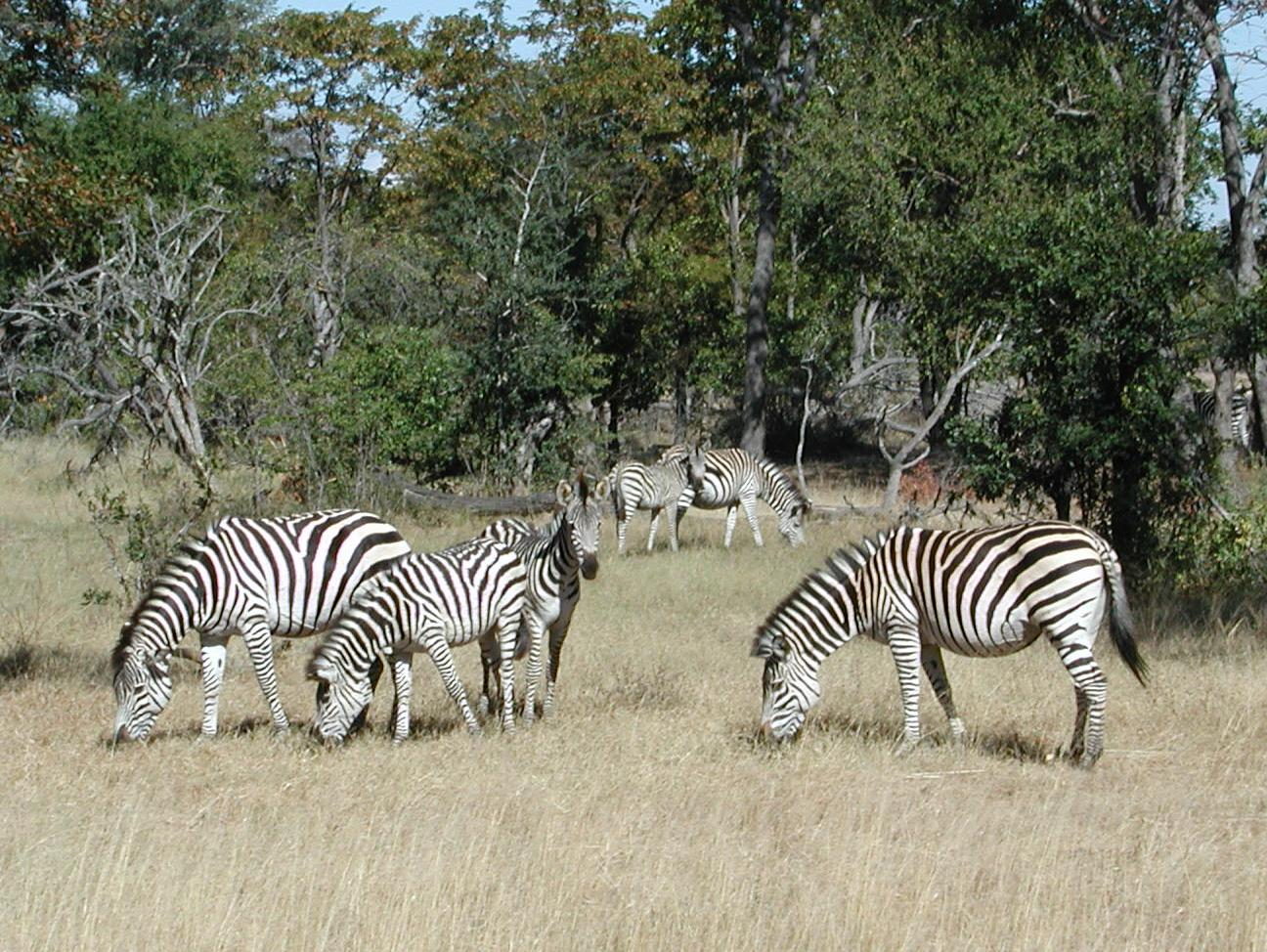
Зебри в заповіднику поблизу Замбезі

Річку населяє велика кількість крокодилів; вони уникають місць зі швидким плином і більше люблять широкі i повільні ділянки та затони і заплави. Ці місця також полюбляють бегемоти, які живуть тут величезними стадами. Подекуди також часто зустрічаються варани.
Ліси та заливні полонини Замбезі надають притулку багатьом великим ссавцям. Особливе різноманіття тварин спостерігається тут в сухий сезон, коли до річки у пошуках водопою сходяться тварини з довколишньої савани. Слони живуть удовж всієї долини Замбезі, особливо численні вони на полонині Сешеке і біля злиття Замбезі з Луангвою. Також тут є буйволи, антилопи канна, куду, імпала, дукер і бушбок, зебри, жирафи, водяні і болотні козли, бородавочники. Леви живуть в національному парку Вікторія-Фолз в Зімбабве і в деяких інших місцях удовж річки; зустрічаються, хоча і рідко, гепарди; леопардів можна зустріти переважно вночі, як на полонинах, так і в ущелинах водоспаду Вікторія. Дрібні мавпи і бабуїни живуть по всьому регіону.
Також Замбезі надає домівку багатому різноманіттю птахів, зокрема водяних, таких як пелікани і чаплі, а також багатьом африканським орланам.

## Населення
Населення басейну Замбезі становило в 2000 році понад 38 млн осіб; близько 80 % з них зайняті в сільському господарстві.
Більшу частину берегів верхньої Замбезі посідають бантумовні лозі (бароце), що протягом сторіч займаються рільництвом на родючих полонинах, які щороку заливаються повінню. Окрім сільського господарства лозі також займаються скотарством, річковим рибальством і ведуть торгівлю. Основні народи, що живуть удовж середнього Замбезі — тонга, шона, чева і нсенга, які живуть переважно натуральним сільським господарством. Населення нижньої течії Замбезі в Мозамбіку різноманітне, тут розвинуто комерційне сільське господарство — зокрема, культивація цукрової тростини і бавовни — на плантаціях, започаткованих португальцями.

## Економіка
Річкове рибальство на Замбезі дуже важливе; їм живляться мешканці не тільки прибережних рибальських поселень, багато людей приїздять по рибу з внутрішніх районів прирічкових країн. Багато міст, розташованих уздовж доріг, що ведуть до річки, встановлюють неофіційні «рибні податки» з тих, хто вивозить рибу, виловлену у Замбезі. Окрім споживчого, спортивне рибальство також подекуди набуло великого значення. На ділянці між Монгу і Марамбою (Лівінгстоном) існує багато спеціалізованих закладів з рибальського туризму, які пропонують охочим риболовлю на екзотичні види риб; також поширене ловлення риб для акваріумів.
Річкова долина багата на мінеральні ресурси; подекуди ведеться розробка покладів кам'яного вугілля. Греблі, збудовані на Замбезі, також створюють численні робочі місця, як на гідроелектростанціях, так і на обслуговуванні гребель і допоміжних споруд. Туризм не дуже добре розвинений, але в деяких місцях має велике значення. Наприклад, водоспад Вікторія відвідує щороку понад 1,5 млн туристів; заплави Мана і озеро Кариба також приваблюють численних відвідувачів.

### Навігація
Замбезі часто перетинається порогами, перекатами, мілинами та водоспадами, і тому ніколи не відігравала роль регіональної транспортної артерії. Втім, близько 1620 з 2574 км її протягу доступні для навігації суднами з неглибокою осадкою. До того ж, на невеликих відстанях подекуди зручніше скористатися каное, ніж пересуватися прибережними дорогами, котрі часто знаходяться в жахливому стані внаслідок їх щорічного залиття повенями. Тому багато з малих поселень по берегах річки доступні тільки по воді.
Найдовша ділянка, здатна для крізної навігації, тягнеться на 650 км вверх від дельти до греблі Каора-Басса. Вище греблі озеро Каора-Басса судноплавне до злиття Замбезі з Луангвою; звідси до самої греблі Кариба річка знову непридатна до навігації. Озеро Кариба над греблею знову судноплавне, але від його західного кінця і до самого водоспаду Нгонья в 400 вверх за течією річка знову непрохідна. Судноплавство на малих суднах знову можливе протягом 480 км між водоспадами Нгоньє і Чавума, а також ще на 200 км вище Чавуми.

### Мости

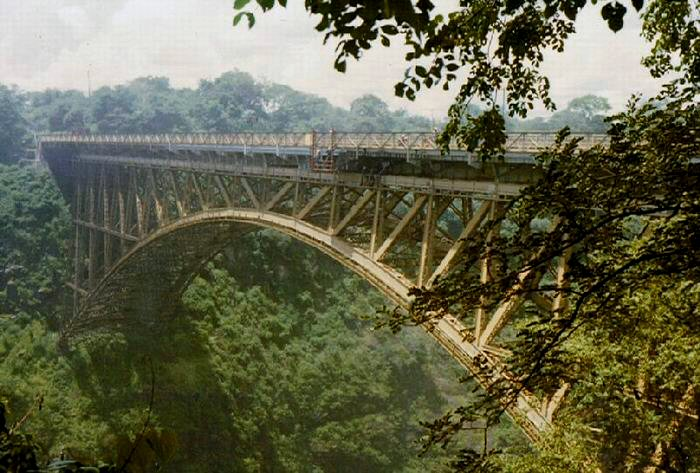
Міст Вікторія-Фолз, 1975 р

Мости перетинають річище Замбезі лише в шести місцях, при тому один з мостів — пішохідний. В багатьох місцях влаштовуються сезонні понтонні переправи чи працюють пороми.
Залізничний і автомобільний міст Вікторія-Фолз — найстаріший на Замбезі, його будівництво було закінчене в квітні 1905 року. Міст побудували в рамках плану Сесіла Родеса зі створення наскрізної залізниці від Кейптауна до Каїра. Довжина моста 250 м, довжина головної арки — 150 м, висота над мінімальним рівнем річки в сухий сезон 125 м.
Автомобільний міст Чірунду, який з'єднує Зімбабве з Замбією, було побудовано в 1939 році (в 2003 році його конструкції повністю замінили). Інтенсивний автомобільний рух також відбувається по греблі Кариба, що збудована в 1959 році. Четвертою точкою перетину є залізничний та автомобільний міст, який з'єднує Мутарару і Віла-ді-Сена в Мозамбіку, збудований в 1960-х роках.
У 1970-х роках пішохідний міст через верхню Замбезі було побудовано в Чін'їнджи, в Замбії.
Окрім того, в 2003 році був урочисто відкритий міст через Замбезі між Катіма-Муліло в Намібії і Сешеке в Замбії, котрий став завершенням Транскапрівійського шосе — наскрізного асфальтованого шосе від столиці Замбії Лусаки до порту Волфіш-Бей на атлантичному узбережжі Намібії.

### Гідроенергетичні ресурси
Гідроенергетичний потенціал Замбезі та її приток оцінюється в 20 000 МВт, з яких зараз використовується 5 000 МВт. На самій Замбезі існують Кариба, ГЕС Вікторія-Фоллс на кордоні Замбії з Зімбабве і Каора-Басса в Мозамбіку, а також значно менші гідроелектростанції на водоспаді Вікторія. На притоках Замбезі гідроенергетичні проєкти існують на річках Кафуе в Замбії і Шире в Малаві. Кариба постачає електрикою значну частину економіки Замбії (зокрема, мідеплавильну промисловість Мідного поясу — індустріального регіону Замбії на півночі країни) і Зімбабве; електрика з Каора-Басса експортується до Південно-Африканської Республіки, а води створеного греблею водосховища використовуються для іригації і інтенсивного рільництва. Будівництво кількох гідроенергетичних проєктів планується як на самій Замбезі, так і на її притоках.

### Прирічкові міста
Внаслідок загалом рідкого населення прирічкових районів Замбезі, а також її несудноплавності на її берегах виникло не дуже багато розвинених міських центрів. Серед них варто згадати такі (перелічені від витоку в напрямку гирла):
- Монгу в західній Замбії на полонині Бароце;
- Катіма-Муліло в Намібії і Сешеке на протилежному замбійському березі;
- Марамба (Лівінгстон) в Замбії і Вікторія-Фолз в Зімбабве біля водоспаду Вікторія;

- Кариба в Зімбабве;

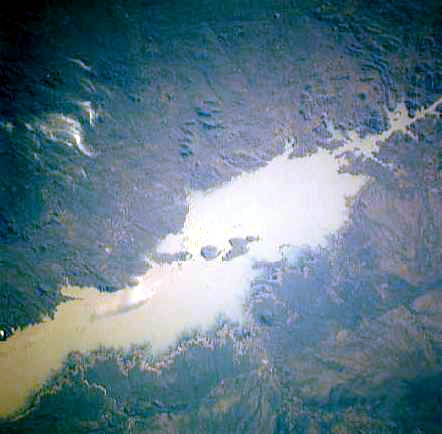
Озеро Каора-Басса в Мозамбіку, одне з основних джерел електроенергії в країні

- Сонго біля греблі Каора-Басса в Мозамбіку;
- Тете в Мозамбіку;
- Шинде біля гирла в Мозамбіку — невеликий морський порт.

## Екологічні загрози
Скидання до річки каналізаційних стоків — основне джерело забруднення річкових вод довкола міських центрів; брак очисних споруд у більшості міст регіону змушує їх зливати неочищені стоки просто в річку. Це призводить до евтрофікації річкових вод і сприяє поширенню захворювань, пов'язаних з поганою гігієною, таких як холера, черевний тиф та шигельоз.
Будівництво гребель, які почали регулювати річковий стік, справило великий вплив на природу і населення регіону Замбезі. Після побудови греблі Каора Басса в 1973 році її керівництво вирішило заповнити водосховище протягом однієї повені попри рекомендації фахівців розтягнути цей процес хоча б на два роки. Таке радикальне зменшення припливу води призвело до скорочення площі мангрових заростей на 40 %, посилило ерозію ґрунтів в прибережному регіоні і на 60 % скоротило вилов креветки біля гирла внаслідок зменшення відкладення мулу і пов'язаних з ним поживних речовин. Великих втрат зазнала вся екосистема вологих низовин нижнього Замбезі.

## Історія дослідження

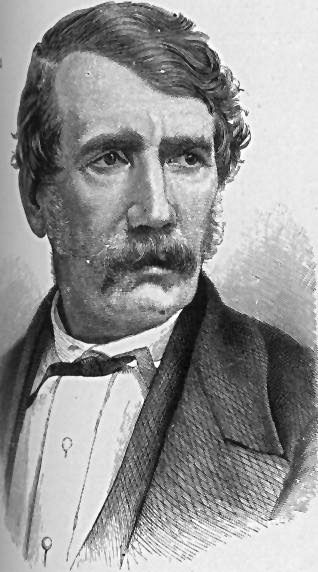
Девід Лівінгстон

Регіон Замбезі був відомий середньовічним картографам як імперія Мономотапа, і русло річки, а також озера Ньяса і Нгамі, зображалися на старих картах досить точно. Імовірно, ці карти складались за свідченнями арабських торговців, котрі проникали сюди починаючи з X ст. В XVI ст. тут з'явилися португальці, котрі сподівалися скористатися Замбезі як транспортним шляхом до внутрішніх областей Африки, багатих на золото, слонову кістку та рабів. До XIX ст. вважалося, що річка витікає з великого внутрішнього моря, яке розташоване на північ від її гирла і є також витоком Нілу.
Першим з європейців, хто відвідав верхню течію Замбезі, був шотландський місіонер і мандрівник Девід Лівінгстон, який досяг Замбезі під час своїх експедицій з території Бечуаналенду в 1851 і 1853 роках. Два чи три роки по тому він спустився по Замбезі до її гирла і наніс її на карту; протягом цієї подорожі він відкрив водоспад Вікторія. В 1858–1860 роках спільно з Джоном Кірком він піднявся річкою від гирла Конгоне до водоспаду, а також пройшов руслом її притоки Шире до озера Ньяса.
У 1878–1879 роках португальський дослідник Алешандрі ді Серпа Пінту здійснив подорож через всю південну частину Африки з Анголи на західному узбережжі до Дурбана (сучасна ПАР) на східному, під час якого наніс на карту деякі з західних приток Замбезі і зробив обмірювання водоспаду Вікторія.
У 1889 році був відкритий судноплавний рукав Шинде на півночі від основної дельти річки. В 1895–1896 і 1898–1900 роках дві експедиції з майором А. Сент-Хілл Гіббонсом на чолі продовжили дослідження верхньої течії Замбезі, що було почате Лівінгстоном, і простежили річку до її витоку.